# 鷗鷺忘機
〈鷗鷺忘機〉，古琴曲，历代琴谱有许多关于〈鸥鹭忘机〉的记载，流传甚爲广泛。
其中在《琴学初津》和《天籟閣選譜》等许多琴谱中有关于它的解题。
如《琴学初津》沿用《五知斋琴谱》的原文记载：“臞仙曰，有海翁者，常遊海上，羣鷗集而狎焉，其妻知之，抵暮還家，謂翁曰，鷗鳥可娛，盍攜一二歸玩之。至旦往，則羣鷗高飛而不下矣。乃知前此之忘機也此調屬淸宮，其音淸而委蕤也。”

## 琴歌
《天籟閣選譜》歌词原文：
第一段
撓蘭槳，乘月泛滄浪，江空人靜夜茫茫，秋興長。淅瀝金颷漸涼，覷沙鷗白鷺，兩兩相忘，誦詩人窈窕之章。
第二段
少焉，長往扁舟任蕩漾，聽漁歌初唱也繞虹梁，看驚鴻嘹嚦也過水鄕。喜澄波如熨白露瀼瀼。趁西風，解脫了天羅那地網，任翱翔。
第三段
有那黃鱨、赤鯉與青魴，香芹白藕充腸。行過萬疊嶂，碧水汪洋。又聽花村短笛，水國菱歌，山窓琴韻，不覺的月轉東方動曙光。更那魚吹細浪，燕度危檣，別有一般況的是泉石膏肓。
第四段
迴舟自想，可識那用舍行藏。及時行樂，又何須紫緩金章，笑邯鄲夢惹黃粱。利名疆，旣從今頓斷，何妨枕藉孤航。山林閒曠也，說甚麽侯王。
尾聲
蜉蝣天地寄淸狂，想餘風水遠山長。

## 演奏版本
- 《自遠堂琴譜》，查阜西傳譜，余青欣、孫貴生據此演奏[3][4][5]
- 《自遠堂琴譜》，管平湖傳譜，溥雪齋演奏[6][7]
- 《自遠堂琴譜》，吳蘭蓀傳譜，吳兆基演奏[8]
- 《五知齋琴譜》，姚丙炎打譜並演奏[9][10]